# Onze-Lieve-Vrouw en Sint-Stefanuskerk

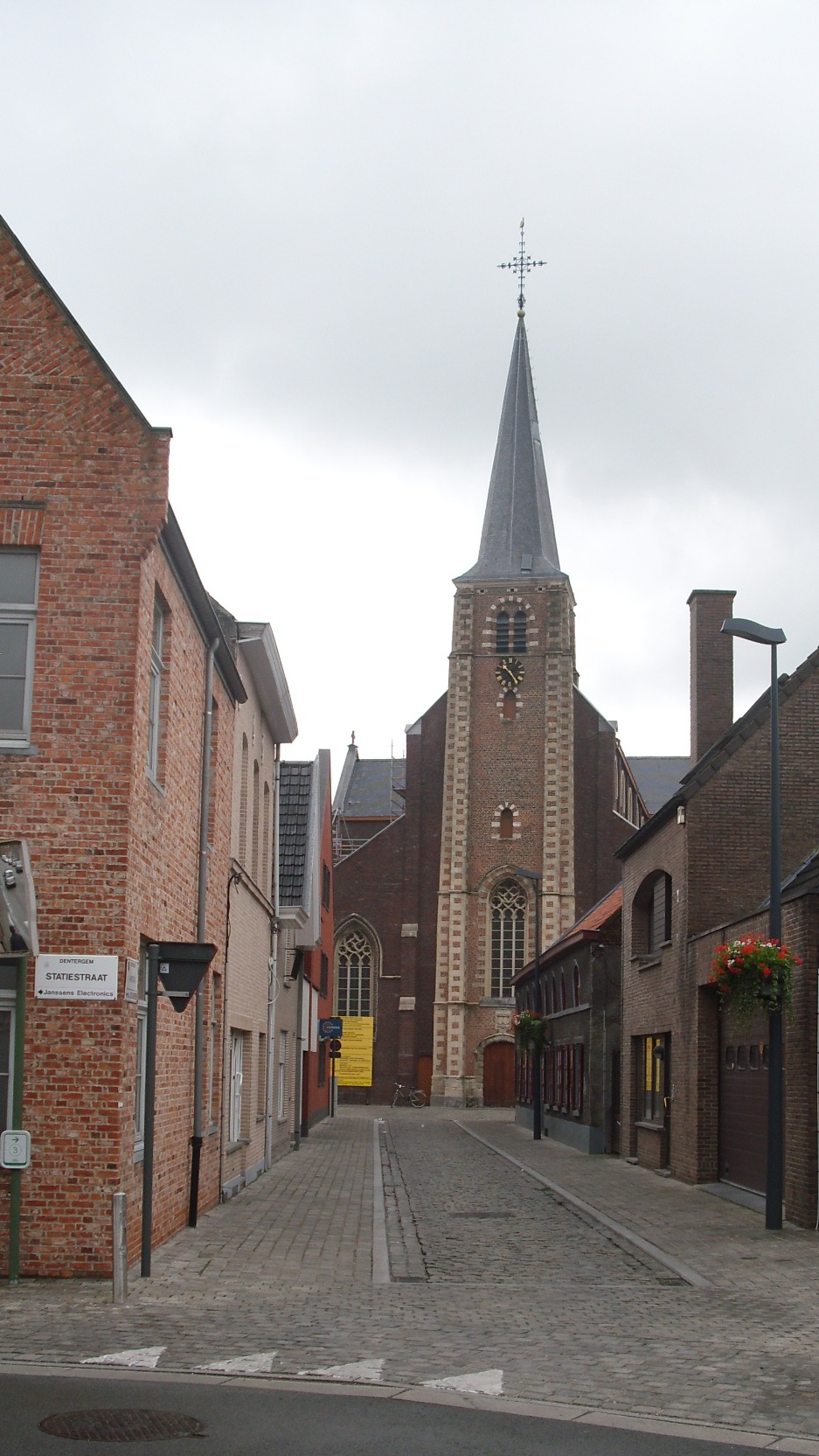
Onze-Lieve-Vrouw en Sint-Stefanuskerk

De Onze-Lieve-Vrouw en Sint-Stefanuskerk is de parochiekerk van de West-Vlaamse plaats Dentergem, gelegen aan de Kerkstraat.

## Geschiedenis
De oudste vermelding van een kerkgebouw in Dentergem is van 1206. Tijdens de godsdiensttwisten in de 2e helft van de 16e eeuw werd de kerk verwoest. Van 1612-1614 werd een gotische kerk gebouwd naar ontwerp van Robert Persijn. Het betrof een tweebeukige kerk met een noordbeuk die kleiner was dan de zuidbeuk. Een nieuwe kerk, in neogotische stijl, werd gebouwd in 1854-1856 naar ontwerp van Pierre Nicolas Croquison. Jean-Baptiste Bethune ontwierp de glas-in-loodramen. In 1877 werd een rouwkapel voor de overleden pastoors aangebouwd en in 1919 de Gravenkapel, waar Rogier de Kerckhove de Denterghem en zijn vrouw Cécile de Borchgrave d'Altena begraven liggen.

## Gebouw
Het betreft een driebeukige basilicale kruiskerk. De westtoren is de toren van de oude kerk (1613). Het hoofdkoor is driezijdig afgesloten. De kerk is opgetrokken in baksteen, met elementen in zandsteen en kalkzandsteen. In de kerkmuur zijn enkele grafstenen van de 16e, 17e en 18e eeuw ingemets (1657).eld.

## Interieur
Het meeste kerkmeubilair is van de 19e en 20e eeuw. Er is een biechtstoel van 1788, en er zijn enkele schilderijen, zoals De aanbidding van het Heilig Sacrament door Hendrik van Cleve (1615); De steniging van de Heilige Stefanus toegeschreven aan Gaspar de Crayer of Antonio van Huvele (1650) en De Heilige Maagd door engelen uit haar graf genomen door Jan Cossiers (1657).